# Courtney Taylor-Taylor
Courtney A. Taylor (20 de julio de 1967), conocido popularmente como Courtney Taylor-Taylor, es un músico estadounidense. Es el cantante y guitarrista de la banda de rock alternativo The Dandy Warhols, de la cual es cofundador. La mayoría de las canciones de la agrupación son compuestas por Taylor-Taylor, incluyendo éxitos como "We Used to Be Friends" y "Bohemian Like You".
Taylor-Taylor coescribió la novela gráfica titulada One Model Nation, acerca de una banda alemana de los años 1970, la cual fue publicada en el año 2009. La novela fue acompañada por un álbum de estudio titulado Totalwerks, Vol. 1 (1969–1977), publicado en 2012.